# Unai Osa
Unai Osa Eizaguirre (nascido em 12 de junho de 1975, em Zestoa) é um ex-ciclista de estrada espanhol, profissional entre 1997 e 2006. Foi envolvido na Operación Puerto, do caso da dopagem.
Seu irmão mais velho, Aitor Osa, também é um ex-ciclista.